# Santiago Crespo Neira
Santiago Crespo Neira (Madrid, 21 de juliol de 1993), és un actor espanyol, de cinema i televisió.

## Biografia
Va debutar al món de les sèries de televisió amb la sèrie d'Antena 3 Antivicio produïda per Zeppelin TV l'any 2000, sèrie en la que va participar al costat de Pepe Sancho, actor amb qui va tornar a treballar en una altra sèrie de televisió, Cuéntame cómo pasó.
També va actuar amb un paper esporàdic d'un capítol s la sèrie de Telecinco Hospital Central) i ha treballat en diverses pel·lícules amb directors de cinema com Miguel Albaladejo i Ramón Salazar.
Des de 2001 treballa en la sèrie de TVE Cuéntame cómo pasó, actuant com a Josete, l'amic del protagonista Carlos Alcántara (Ricardo Gómez).

## Filmografia

### Cinema
| Pel·lícules | Pel·lícules        | Pel·lícules    | Pel·lícules       |
| Any         | Títol              | Personatge     | Director          |
| ----------- | ------------------ | -------------- | ----------------- |
| 2006        | Arqueología urbana | Captaire jove  | Marco Denaro      |
| 2005        | A falta de pan     | Nen del carrer | Martín Rosete     |
| 2002        | Rencor             | Tito           | Miguel Albaladejo |
| 2002        | Piedras            | Víctor         | Ramón Salazar     |

### Sèries de televisió
| Sèries de televisió | Sèries de televisió | Sèries de televisió | Sèries de televisió       |
| Any                 | Sèries              | Personatge          | Director                  |
| ------------------- | ------------------- | ------------------- | ------------------------- |
| 2001- actualitat    | Cuéntame cómo pasó  | Josete Jiménez      | Miguel Ángel Bernardeau   |
| 2001                | Hospital Central    | Raúl                | Carlos Gil i Jacobo Rispa |
| 2000                | Antivicio           | ¿?                  | Federico Cueva            |

### Teatre
| Teatre    | Teatre                            | Teatre       | Teatre          |
| Any       | Sèries                            | Autor        | Director        |
| --------- | --------------------------------- | ------------ | --------------- |
| 2006      | Siglo XX… que estás en los cielos | David Desola | Blanca Portillo |
| 2015-2016 | La asamblea de mujeres            | Aristòfanes  | Juan Echanove   |